# غاستون كاسترو
غاستون إدموند كاسترو ماكوك (بالإسبانية: Gastón Castro)‏ ، من مواليد 23 أغسطس 1948 ، حكم كرة قدم تشيلي دولي سابق.
حكم في بطولة كأس العالم لكرة القدم 1982.

## روابط خارجية
- غاستون كاسترو على موقع Soccerway.com (الإنجليزية)